# 前交通動脈
前交通動脈（為腦中連結左右前大腦動脈的動脈。
前交通動脈屬於威利氏環的一部分。

## 病理學
威利氏環動脈瘤最常發生於前交通動脈，可能導致視野喪失，如雙顳半偏盲（壓迫視交叉）、精神疾患，以及額葉傷害。

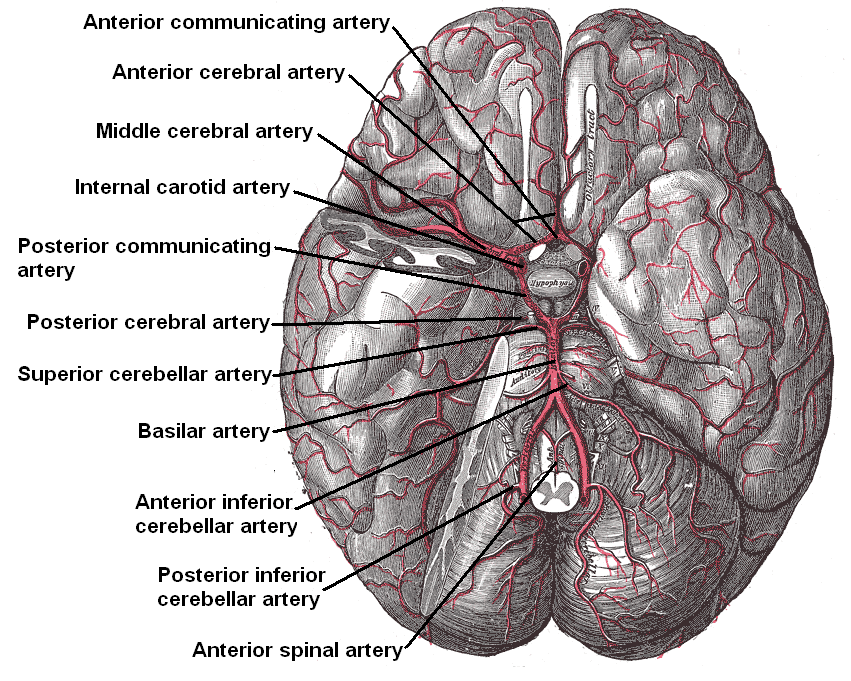
The arteries of the base of the brain. Anterior communicating artery at top. The temporal pole of the cerebrum and a portion of the cerebellar hemisphere have been removed on the right side. Inferior aspect (viewed from below).

## 外部連結
- MedEd at Loyola Neuro/neurovasc/navigation/aca.htm
- 人体解剖学在线（Human Anatomy Online）网站上的相关图片：28:09-0221
- Anatomy diagram: 13048.000-1 at Roche Lexicon - illustrated navigator, Elsevier
- Anatomy diagram: 13048.000-3 at Roche Lexicon - illustrated navigator, Elsevier